# Саево
Саево (укр. Саєве) — село,
Козельненский сельский совет,
Недригайловский район,
Сумская область,
Украина.
Код КОАТУУ — 5923582905. Население по переписи 2001 года составляло 327 человек.

## Географическое положение
Село Саево находится у истоков реки Ольшанка, ниже по течению на расстоянии в 2 км расположено село Тимченки.
На расстоянии в 0,5 км расположены сёла Гаврики и Великие Луки (Лебединский район).
По селу протекает пересыхающий ручей с запрудой.

## Объекты социальной сферы
- Дом культуры.